# Hermes a Adrián
Svatí Hermes a Adrián (3. století? - 290?) byli ve 3. století křesťanští mučedníci.
Podle starého Římského martyrologia byli umučeni v Marseille za vlády císaře Maximiána. V současnosti jsou zařazovány do skupiny Mučedníků z Massylis (Maruly). Město Massylis se nacházelo v římské provincii Numidia. Do skupiny Mučedníků z Massylis jsou zařazeni z důvodu podobnosti latinského jména obou měst; Massilia (latinsky: Marseilles), tím mohlo dojít k záměně. Jejich svátek se slaví 1. března.